# Qasr al-Hayr al-Sharqi
El Qasr al-Hayr al-Sharqi (en árabe:قصر الحير الشرقي), es un castillo en medio del desierto de Siria. Se encuentra a 10 kilómetros (6,2 millas) de al-Sukhnah y 100 kilómetros (62 millas) de Sergiopolis (Rusafa), cerca de la montaña Bishri Palmyran.

## Historia
Fue construido por el califa omeya Hisham ibn Abd al-Malik en 728-29, en una zona rica en fauna, en el desierto. Fue utilizado al parecer como un puesto de avanzada militar y de caza. El palacio es la contraparte de Qasr al-Hayr al-Gharbi, un palacio cercano al castillo construido un año antes.
El palacio consta de un gran patio abierto, rodeado por gruesos baluartes y torres de vigilancia en las entradas, así como en cada esquina. El palacio consta de dos estructuras cuadradas, una con un diámetro de 300 metros y la otra de 100 metros (330 pies). La edificación contiene restos de habitaciones, arcos y columnas que parecen ser parte de un gran complejo. Algunas de las piezas decoradas se han trasladado al Museo Nacional de Damasco, mientras que la puerta ha sido reconstruida en el museo Deir ez-Zor Museo.

## Patrimonio
El 8 de junio de 1999 fue declarado por la Organización de las Naciones Unidas para la Educación, la Ciencia y la Cultura (UNESCO) como un símbolo cultural.